# Anomiopsyllus falsicalifornicus
Anomiopsyllus falsicalifornicus är en loppart som beskrevs av C.Fox 1929. Anomiopsyllus falsicalifornicus ingår i släktet Anomiopsyllus och familjen mullvadsloppor.

## Underarter
Arten delas in i följande underarter:
- A. f. falsicalifornicus
- A. f. congruens